# Franco-français
 (janvier 2019).
Si vous disposez d'ouvrages ou d'articles de référence ou si vous connaissez des sites web de qualité traitant du thème abordé ici, merci de compléter l'article en donnant les références utiles à sa vérifiabilité et en les liant à la section « Notes et références ».
L'expression franco-français, qui correspond à deux usages courants de la langue, recouvre plusieurs phénomènes sociaux et plusieurs usages :
- une locution, généralement à visée péjorative, des éléments de langage médiatico-politique française contemporaine ;[réf. nécessaire]
- une manière synthétique d'exprimer l'idée qu'un sujet concerne un discours ou une action réalisée en France ou par des français à la destination exclusive d'un public français ;
- une référence au francocentrisme limitant l'approche d'un sujet à ses aspects français
- une manière humoristique ou ironique de traiter certains sujets ;
- un tic de langage, où souvent son utilisation est non pertinente.

Bien qu'on la trouve dans des textes plus anciens, sa diffusion dans le débat public en tant qu'expression stable d'usage courant est récente (fin du XXe siècle), le plus souvent dans son usage péjoratif.

## Formation de l'expression
L'expression est à relier à toutes les formations possibles de syntagme redondant par redoublement de terme dans le vaste ensemble de paradigmes indiquant un ancrage territorial (les substantifs et adjectifs désignant un continent, un pays, une région, une ville, etc.) ou une appartenance ethnique, par exemple « parisiano-parisien », « italo-italien », « kurdo-kurde », etc.
Cette formation de terme se calque sur des formes non redondantes courantes désignant des relations bilatérales où les deux parties sont réputées avoir une relation privilégiée ou des échanges habituels de longue date, comme « franco-germanique », « franco-britannique », « européo-américain » (de l'Union européenne et des États-Unis). Elle se rapproche aussi, à un moindre degré, de substantifs exprimant la double origine ou la double appartenance d'un personne physique, d'un groupe, d'une culture : « italo-français », « judéo-arabe », « franco-marocain », etc.

## Usage médiatico-politique
Dans son usage le plus courant, celui péjoratif, elle équivaut à l'adjectif « franchouillard » en y ajoutant la connotation que son émetteur a un niveau de langue relativement élevé, « franchouillard » relevant d'un niveau de langue populaire ou vulgaire (argotique), cf. Sapho décrivant Brassens comme « Trop franco-français, limite franchouillard ».

### Les phénomènes sociaux en cause
Le terme veut ainsi dénoncer un repli sur soi autour de débats ou de sujets qui devraient, dans l'opinion affichée de ses utilisateurs, être traités plus globalement, souvent en rapport avec l'économie, la politique internationale, la politique de l'Union européenne...
La même forme de nombrilisme politique et sociétal se retrouve dans d'autres pays. Dans ce cas, elle équivaut strictement à l'adjectif « français » avec volonté d'indiquer que tel sujet est « particulièrement français », y compris (voire surtout) quand ce n'est pas le cas.

### Exemples d'usage
« L'exception culturelle franco-française est morte, vive la diversité culturelle ! »
(Jean-Marie Messier, conférence de presse, décembre 2001).
« Voyages à l'étranger aux objectifs très franco-français, publication d'un livre-programme, tenue de meetings en province [...] ont permis à Nicolas Sarkozy de promouvoir sa probable candidature à la présidentielle. »
(Associated Press, octobre 2006).
« La Belgique, qui s'inquiétait de l'impact du mariage franco-français […], obtiendra également une "golden share" dans le nouvel ensemble »
(Reuters, octobre 2006)

## Usage synthétique
Il s'agit d'une manière économique d'exprimer le fait que ce dont on parle est dit ou fait par des Français (ou plus rarement, par des francophones quand le sujet est la langue) et s'applique à ou vise des Français (ou des francophones).
Cet usage équivaut le plus souvent au simple « français » avec une volonté d'emphase ou de renforcement. Sans être réservé à ce domaine, on le rencontre le plus souvent dans le discours des commentateurs sportifs dans des expressions figées du genre « duel franco-français », dont l'intérêt sémantique est mince (« duel entre Français » ou « duel français » exprimant exactement la même notion).
En ce cas, l'usage participe plutôt de l'emphase habituelle, dans le vocabulaire comme dans l'expression, caractérisant les discours sur le sport, les journalistes sportifs semblant se sentir obligés de pallier le caractère hautement prévisible et répétitif des événements qu'ils relatent par une insistance forcée et factice sur son caractère imprévisible et inattendu, « nouveau ».